# 鹿家站

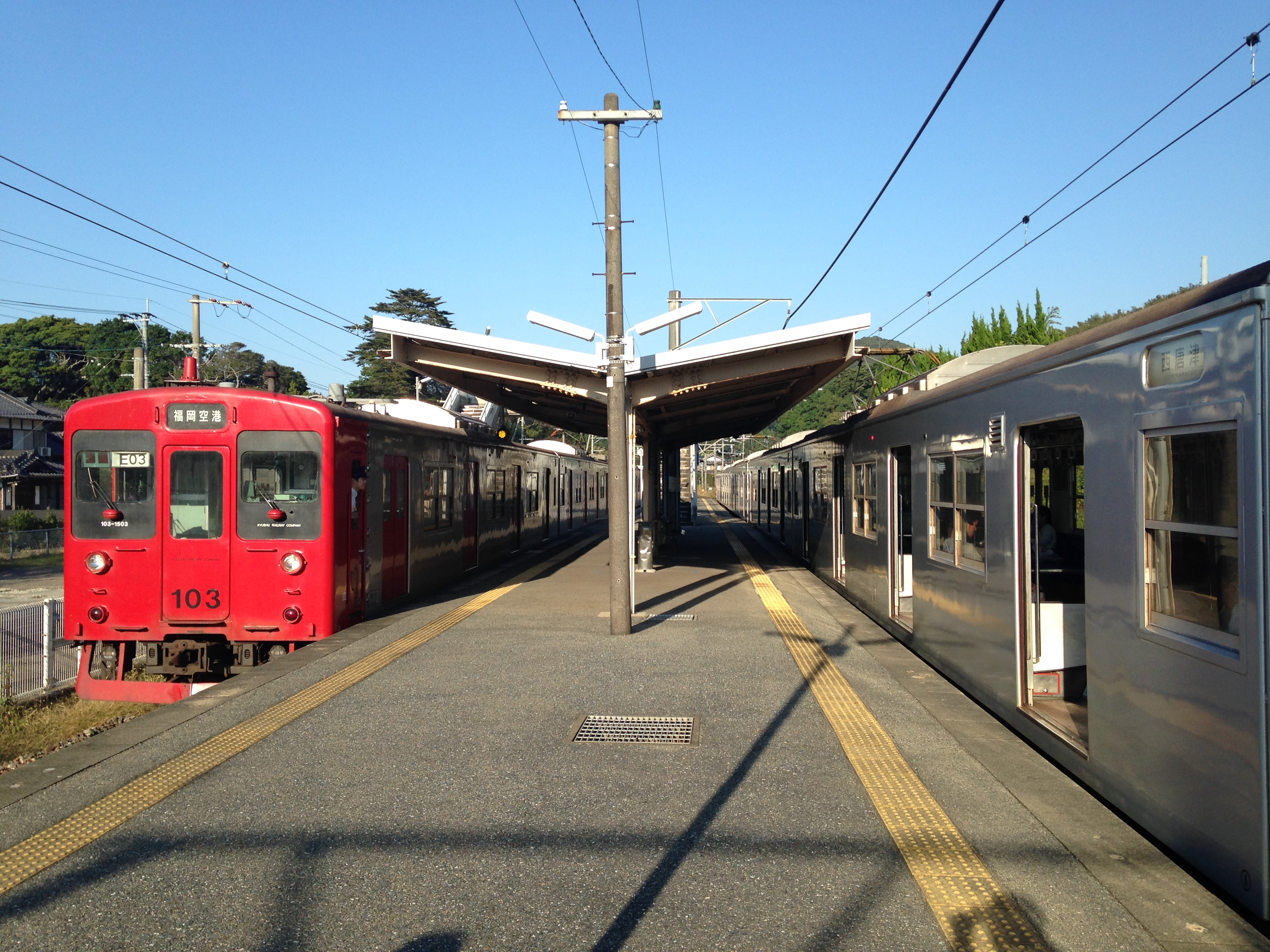
月台（2014年10月）

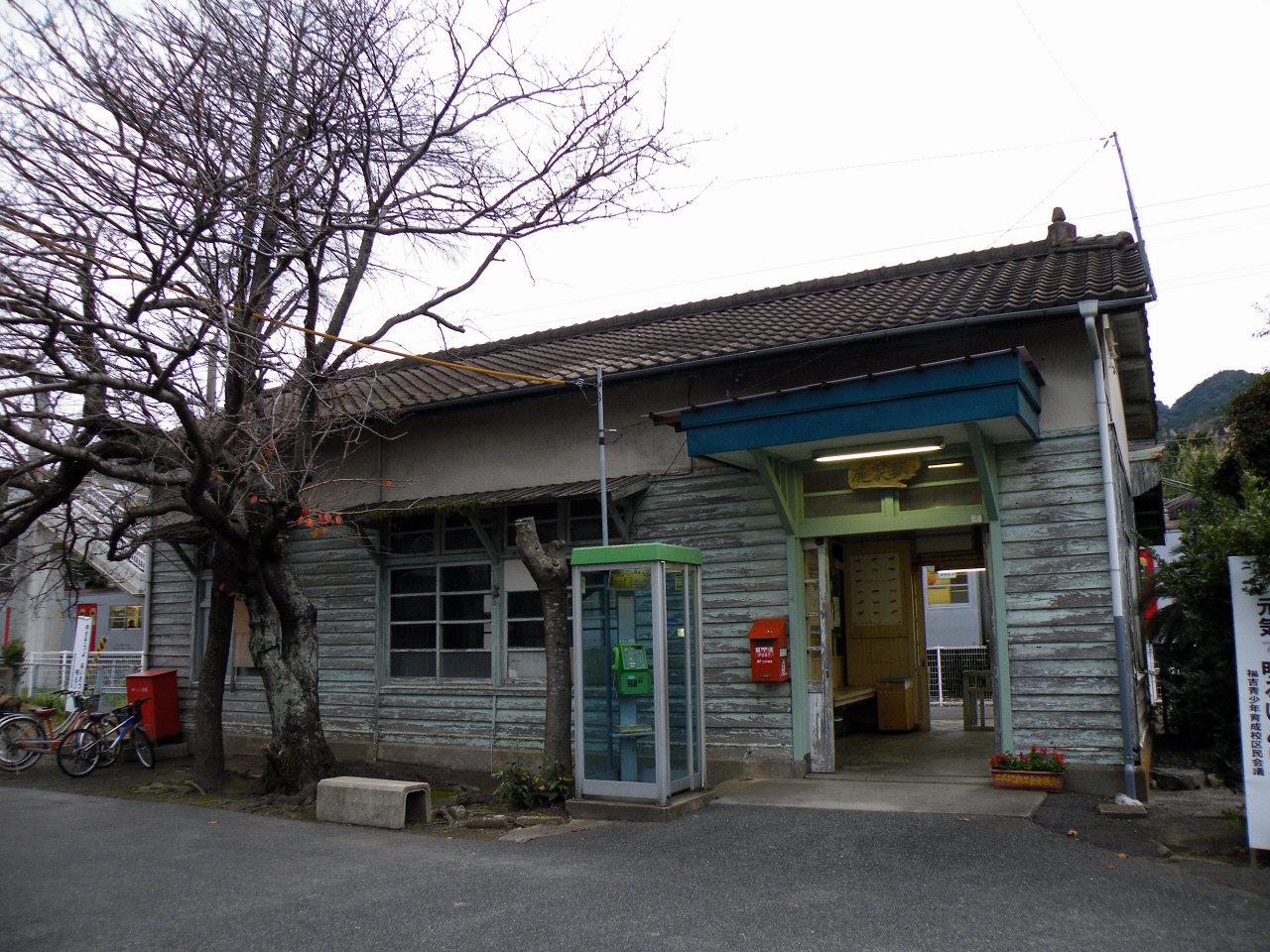
舊站房（2008年12月）

鹿家站（日语：／ Shikaka eki */?）是位於福岡縣糸島市二丈鹿家，屬於九州旅客鐵道（JR九州）的筑肥線車站。車站編號為JK15。此站為福岡縣內最西邊的車站。

## 歷史
此站是筑肥線前身，北九州鐵道最初開通時的車站之一，為筑肥線最古老車站之一。
- 1923年（大正12年）12月5日 - 北九州鐵道（日语：北九州鉄道）福吉站至濱崎站之間開通，此站啟用。
- 1937年（昭和12年）10月1日 - 北九州鐵道被國有化，成為鐵道省筑肥線。
- 1938年（昭和13年）3月 - 木造車站大樓落成[1]。
- 1987年（昭和62年）4月1日 - 伴隨國鐵分割民營化，車站由九州旅客鐵道（JR九州）營運[2]。
- 2010年（平成22年）3月13日 - 此站可以使用IC卡「SUGOCA」[3]。
- 2012年（平成24年）3月23日 - 預製件製成的新車站大樓落成。木造的舊車站大樓關閉[1]。

### 車站大樓
此站在2012年（平成24年）3月前還設有於1938年（昭和13年）落成的木造站房。但因建築物老化，因此使用預製組件建設新站房在2012年3月，新站房落成，同時將木造的舊站ˋ房關閉。在新站房建設之際，市民之間有聲音需要把舊站房保存並活用建築物，JR九州與糸島市對於此情況有一個正面的看法，可是由於管理和維護問題。舊站房在同年夏天前便已拆毀。

## 車站構造
此站是地面車站，設有1面2線的島式月台，兩月台之間透過跨線橋連接。此站是無人車站，過去設有木造的站房，後來則被撤走，並於月台北邊使用預製構件建設簡易候車室。而站內設有簡易型自動售票機。

### 月台
| 月台         | 路線   | 上下行 | 方向                           |
| ------------ | ------ | ------ | ------------------------------ |
| 車站大樓一方 | 筑肥線 | 上行   | 筑前前原、天神、博多、機場方向 |
| 車站大樓對面 | 筑肥線 | 下行   | 唐津、西唐津方向               |

## 使用狀況
在2016年（平成28年）度，1日平均乘車人次為63人
| 乘車人次變化 | 乘車人次變化 |
| 年度         | 1日平均人次  |
| ------------ | ------------ |
| 2005年       | 108          |
| 2006年       | 104          |
| 2007年       | 90           |
| 2008年       | 89           |
| 2009年       | 82           |
| 2010年       | 79           |
| 2011年       | 75           |
| 2012年       | 78           |
| 2013年       | 73           |
| 2014年       | 65           |
| 2015年       | 65           |
| 2016年       | 63           |

## 車站周邊
此站位於前二丈町西邊，附近較少民居，設有小漁港和旅館。國道202號位於車站西北方100米，與筑肥線並行。
- 姊子濱之鳴砂 - 北方1.5公里

## 相鄰車站
九州旅客鐵道（JR九州）
筑肥線
■快速
通過
■普通
福吉（JK14）－鹿家（JK15）－濱崎（JK16）

## 注腳
1. 1 2 3 4 5 6  青木絵美. . 毎日新聞. 2012-04-02  [2012-04-02] （日语）.[]
2. ↑  九州鉄道百年祭実行委員会・百年史編纂部会 (编).  初版. 九州旅客鉄道. 1988: 181 （日语）.
3. ↑  . 交通新聞 (交通新聞社). 2010-03-16: 3 （日语）.
4. ↑  糸島市統計白書（運輸、交通） 九州旅客鐵道不同站的上下車人次（JR筑肥線）

## 外部連結
- 鹿家（車站資訊） - 九州旅客鐵道（日語）